# ماهو الحب؟
ماهو الحب؟ هي خامس أسطوانة مطولة لفرقة الفتيات توايس، تم إصداراه في 9 أبريل 2018 بواسطة جاي واي بي إنترتينمنت و توزيعه بواسطة شركة أريفير، الأغنية الرئيسية تحمل نفس أسم الأسطوانة المطولة، تم إنتاجها بواسطة بارك جين-يونغ، العضوات جونغيون، تشايونغ و جيهيو شاركن ايضًا بكتابة بعض الأغاني للأسطوانة المطولة.

تم إصدار إعادة إصدار للأسطوانة المطولة بعنوان ليالي الصيف في 9 يوليو 2018.

## الأغاني
| #  | عنوان           | المدة |
| -- | --------------- | ----- |
| 1. | "What Is Love?" | 3:28  |
| 2. | "Sweet Talker"  | 3:27  |
| 3. | "Ho!"           | 3:09  |
| 4. | "Dejavu"        | 3:16  |
| 5. | "Say Yes"       | 3:02  |